# توسعه پایدار: اقتصاد و سازوکارها
توسعه پایدار: اقتصاد و سازوکارها کتابی از پی. کی. رائو با ترجمهٔ احمدرضا یاوری است که در سال ۱۳۸۵ منتشر و در مراسم کتاب سال جمهوری اسلامی ایران به‌عنوان کتاب برگزیده معرفی شد.